# Staple (Kent)
Staple is een civil parish in het bestuurlijke gebied Dover, in het Engelse graafschap Kent.
Het lintvormige plaatsje ligt ongeveer 2,5 kilometer ten zuidwesten van Ash.